# Prima Lega 1941-1942 (calcio)
La Prima Lega 1941-1942 è stata la 40ª edizione del campionato svizzero di calcio di Prima Lega (seconda divisione).
Le squadre partecipanti erano 25, suddivise in due gironi di 12 e 13 squadre. La squadra vincitrice è stata il Basilea, promosso in Lega Nazionale 1942-1943.

## Girone Est

### Classifica finale
|  | Pos. | Squadra             | Pt | G  | V  | N | P  | GF | GS | DR  |
|  | ---- | ------------------- | -- | -- | -- | - | -- | -- | -- | --- |
|  | 1.   | Basilea             | 39 | 22 | 18 | 3 | 1  | 77 | 15 | +62 |
|  | 2.   | Blue Stars Zurigo   | 34 | 22 | 15 | 4 | 3  | 50 | 25 | +25 |
|  | 3.   | Bellinzona          | 24 | 22 | 10 | 4 | 8  | 46 | 42 | +4  |
|  | 4.   | Brühl               | 24 | 22 | 9  | 6 | 7  | 40 | 37 | +3  |
|  | 5.   | Birsfelden          | 24 | 22 | 10 | 4 | 8  | 34 | 33 | +1  |
|  | 6.   | Zugo                | 23 | 22 | 9  | 6 | 7  | 38 | 37 | +1  |
|  | 7.   | Locarno             | 19 | 22 | 9  | 1 | 12 | 52 | 45 | +7  |
|  | 8.   | Chiasso             | 19 | 22 | 8  | 3 | 11 | 41 | 45 | -4  |
|  | 9.   | Aarau               | 19 | 22 | 7  | 5 | 10 | 34 | 45 | -11 |
|  | 10.  | Concordia Basilea   | 17 | 22 | 5  | 7 | 10 | 30 | 40 | -6  |
|  | 11.  | Sciaffusa           | 12 | 22 | 3  | 6 | 13 | 29 | 64 | -35 |
|  | 12.  | SCI Juventus Zurigo | 9  | 22 | 4  | 1 | 17 | 34 | 73 | -39 |

Legenda:

      Ammesso allo pareggio promozione.
 Ammesso allo spareggio retrocessione.
      Retrocesso in Seconda Lega 1939-1940.
Note:

Due punti a vittoria, uno a pareggio, zero a sconfitta.

## Girone Ovest

### Classifica finale
|  | Pos. | Squadra                 | Pt | G  | V  | N | P  | GF | GS | DR  |
|  | ---- | ----------------------- | -- | -- | -- | - | -- | -- | -- | --- |
|  | 1.   | Berna                   | 39 | 24 | 19 | 1 | 4  | 60 | 30 | +30 |
|  | 2.   | Urania Ginevra          | 38 | 24 | 18 | 2 | 4  | 57 | 24 | +33 |
|  | 3.   | Étoile-Sporting         | 28 | 24 | 12 | 4 | 8  | 60 | 39 | +21 |
|  | 4.   | Friburgo                | 26 | 24 | 11 | 4 | 9  | 51 | 36 | +15 |
|  | 5.   | Derendingen             | 26 | 24 | 10 | 6 | 8  | 54 | 42 | +12 |
|  | 6.   | Bienne-Boujean          | 26 | 24 | 11 | 4 | 9  | 53 | 43 | +10 |
|  | 7.   | Soletta                 | 22 | 24 | 9  | 4 | 11 | 38 | 56 | -18 |
|  | 8.   | Club Athletique Ginevra | 21 | 24 | 9  | 3 | 12 | 57 | 53 | +4  |
|  | 9.   | Montreux-Sports         | 18 | 24 | 6  | 6 | 12 | 43 | 55 | -12 |
|  | 10.  | Monthey                 | 18 | 24 | 6  | 6 | 12 | 41 | 62 | -21 |
|  | 11.  | Vevey                   | 18 | 24 | 8  | 2 | 14 | 42 | 67 | -25 |
|  | 12.  | Dopolavoro Ginevra      | 17 | 24 | 7  | 3 | 14 | 30 | 59 | -29 |
|  | 13.  | Forward Morges          | 15 | 24 | 5  | 5 | 14 | 37 | 57 | -20 |

Legenda:

      Ammesso allo pareggio promozione.
 Ammesso allo spareggio retrocessione.
      Retrocesso in Seconda Lega 1939-1940.
Note:

Due punti a vittoria, uno a pareggio, zero a sconfitta.

## Spareggi promozione
|         |     |         | Città e data            |
| ------- | --- | ------- | ----------------------- |
| Berna   | 0-0 | Basilea | Berna, 21 giugno 1942   |
|         |     |         |                         |
| Basilea | 3-1 | Berna   | Basilea, 28 giugno 1942 |
|         |     |         |                         |

## Spareggio retrocessione
|                    |     |                    | Città e data              |
| ------------------ | --- | ------------------ | ------------------------- |
| Sciaffusa          | 2-3 | Dopolavoro Ginevra | Sciaffusa, 12 giugno 1942 |
| Dopolavoro Ginevra | 1-1 | Sciaffusa          | Ginevra, 19 giugno 1942   |
| Dopolavoro Ginevra | 0-0 | Sciaffusa          | Ginevra, 26 giugno 1942   |

## Verdetti finali
- FC Basilea campione di Prima Lega
- FC Basilea Promosso in Lega Nazionale 1942-1943.
- FC Sciaffusa, SC Juventus di Zurigo e Forward Morges retrocessi in Seconda Lega 1942-1943.